# North American BT-9
North American Aviation BT-9 là một loại máy bay huấn luyện sơ cấp, được Quân đoàn Không quân Lục quân Hoa Kỳ (USAAC) và các lực lượng quân đội đồng minh sử dụng trong Chiến tranh thế giới II.

## Biến thể

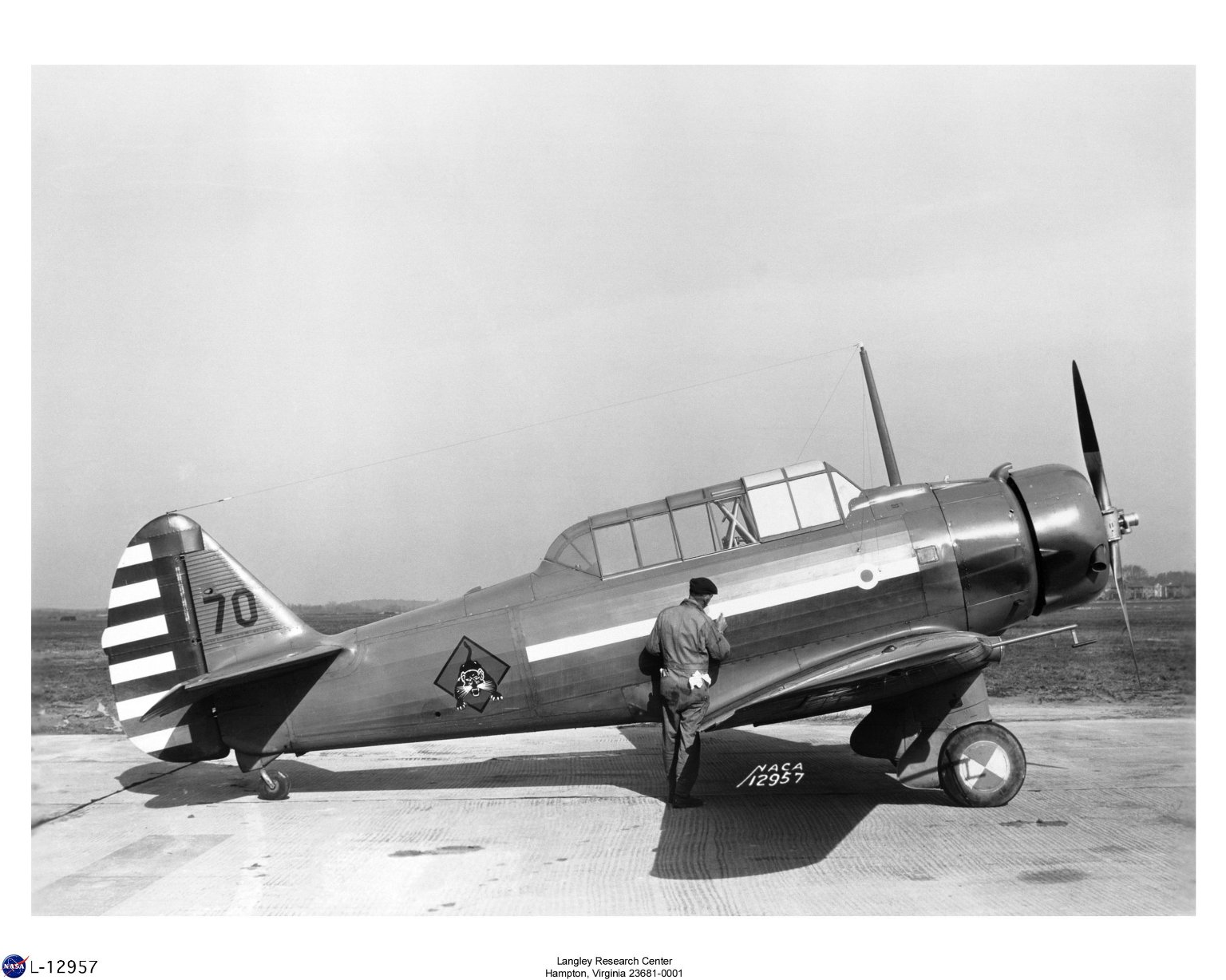
BT-9A tại Langley

Nguồn: Warbirds
NA-16
NA-18
North American BT-9
North American BT-9A
North American BT-9B
North American BT-9C
North American BT-9D
North American NJ-1
North American NA-57
ASJA/SAAB Sk 14
North American BT-14
North American BT-14A
North American NA-64 "Yale"

## Quốc gia sử dụng
Canada
- Không quân Hoàng gia Canada

 Pháp
- Không quân Pháp (Armée de l'Air)
- Không quân Hải quân Pháp (Aéronavale)
- Không quân Chính phủ Vichy

 Germany
- Luftwaffe

 Anh Quốc
- Hải quân Hoàng gia

 Hoa Kỳ
- Quân đoàn Không quân Lục quân Hoa Kỳ
- Không quân Lục quân Hoa Kỳ
- Hải quân Hoa Kỳ

 Thụy Điển
- Không quân Thụy Điển (Sk.14)

## Tính năng kỹ chiến thuật (BT-9)

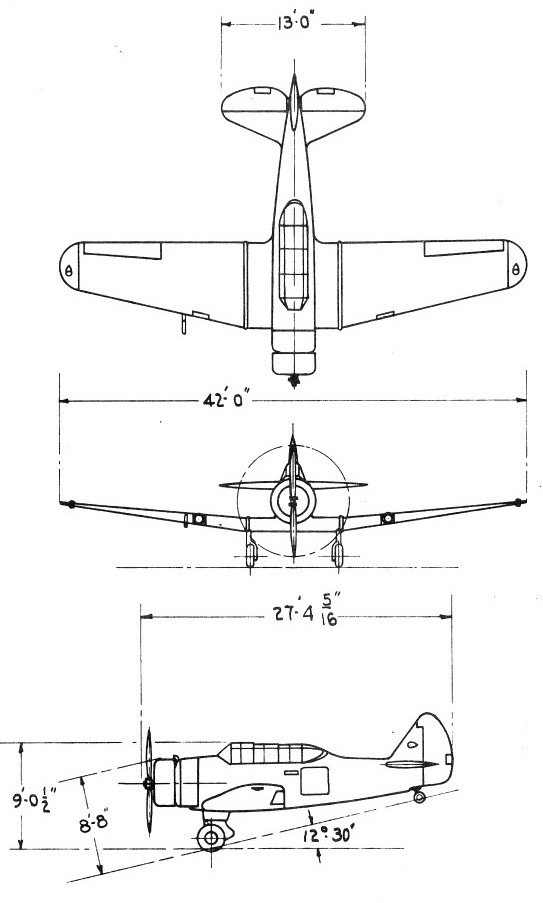
North American BT-9

Đặc điểm tổng quát
- Kíp lái: 2
- Chiều dài: 28 ft (8,5 m)
- Sải cánh: 42 ft (12,8 m)
- Chiều cao: 13 ft 7 in (4,1 m)
- Trọng lượng có tải: 4.470 lb (2.030 kg)
- Động cơ: 1 × Wright R-975-53, 400 hp (300 kW)

 Hiệu suất bay 
- Vận tốc cực đại: 170 mph (273 km/h)
- Vận tốc hành trình: 146 mph (235 km/h)
- Tầm bay: 877 mi (1.411 km)
- Trần bay: 19.750 ft (6.020 m)